# 880 هـ
880 هـ هي سنة في التقويم الهجري امتدت مقابلةً في التقويم الميلادي بين سنتي 1475 و1476.

## مواليد
- عبد السلام الأسمر
- المتقي الهندي